# Jaguar II
Jaguar II — дебютный студийный альбом американской соул-певицы Виктории Моне, вышедший 25 августа 2023 года на лейблах Lovett Music и RCA Records. Альбом был поддержан тремя синглами: «Smoke» (с Lucky Daye), «Party Girls» (с Buju Banton) и «On My Mama».
После выхода первой части (Jaguar EP) Моне изначально планировала сделать серию Jaguar трилогией мини-альбомов EP, которые в итоге должны были составить её дебютный студийный альбом. Однако из-за того, что Jaguar II задержался больше, чем ожидалось, серия в итоге была сокращена до двух проектов. В поддержку Jaguar и Jaguar II Моне отправилась в турне The Jaguar Tour.
На 66-й церемонии вручения премии «Грэмми» альбом был номинирован в категориях «Лучший R&B-альбом» и «Лучший инженеринг альбома, неклассический».

## Об альбоме
| Совокупная оценка | Совокупная оценка                                                                  |
| Источник          | Оценка                                                                             |
| ----------------- | ---------------------------------------------------------------------------------- |
| AnyDecentMusic?   | 7.7/10                                                                             |
| Metacritic        | 86/100                                                                             |
| Оценки критиков   |                                                                                    |
| Источник          | Оценка                                                                             |
| AllMusic          | [ 7 ]                                                                              |
| Clash             | 8/10                                                                               |
| Financial Times   | [ 9 ]                                                                              |
| Pitchfork         | 8.0/10                                                                             |
| Rolling Stone     | [ 11 ]                                                                             |
| HotNewHipHop      | 4,5 из 5 звёзд · 4,5 из 5 звёзд · 4,5 из 5 звёзд · 4,5 из 5 звёзд · 4,5 из 5 звёзд |

Jaguar II получил высокую оценку современных музыкальных критиков. На Metacritic, сайте, который собирает рецензии на музыкальные альбомы и присваивает нормализованный рейтинг из 100 для рецензий от основных изданий, альбом получил средневзвешенный балл 86, основанный на 7 рецензиях, что указывает на «всеобщее признание».

### Итоговые годовые списки
В январе 2025 года альбом включён в список лучших альбомов первой четверти XXI века (номер 94 в списке The 250 Greatest Albums of the 21st Century So Far).
| Публикация/критик | Список                                 | Ранг | Ссылка |
| ----------------- | -------------------------------------- | ---- | ------ |
| Billboard         | The 50 Best Albums of 2023: Staff List | 5    | [ 13 ] |
| Rolling Stone     | The 100 Best Albums of 2023            | 9    | [ 14 ] |

## Награды и номинации
| Организация             | Год  | Категория                            | Результат | Ссылка |
| ----------------------- | ---- | ------------------------------------ | --------- | ------ |
| Soul Train Music Awards | 2023 | Album of the Year                    | Номинация | [ 15 ] |
| Grammy Awards           | 2024 | Best Engineered Album, Non-Classical | Победа    |        |
| Grammy Awards           | 2024 | Best R&B Album                       | Победа    |        |

## Список композиций
| №                   | Название                                                   | Автор(ы)                                                                                        | Продюсеры              | Длительность |
| ------------------- | ---------------------------------------------------------- | ----------------------------------------------------------------------------------------------- | ---------------------- | ------------ |
| 1.                  | «Smoke» (при участии Lucky Daye)                           | Victoria Monét David Brown Dernst Emile II Timothy Murdock Suby Yogesh Tulsani Maurice White    | D'Mile Tim Suby Yogi   | 3:07         |
| 2.                  | «Smoke (Reprise)»                                          | Monét Emile                                                                                     | D'Mile                 | 1:37         |
| 3.                  | «Party Girls» (при участии Buju Banton)                    | Monét Yonatan Ayal Karl Daniel Emile Tommy Lumpkins Mark Myrie Elena Pinderhughes Theron Thomas | D'Mile Dready xSDTRK   | 4:01         |
| 4.                  | «Alright»                                                  | Monét Louis Kevin Celestin                                                                      | Kaytranada             | 2:53         |
| 5.                  | «Cadillac (A Pimp's Anthem)»                               | Monét Pinderhughes Emile Trav Simmons Suby                                                      | D'Mile Suby            | 3:02         |
| 6.                  | «How Does It Make You Feel»                                | Monét Emile                                                                                     | D'Mile                 | 3:36         |
| 7.                  | «On My Mama»                                               | Monét Emile Jeff Gitelman Kyla Moscovich Jamil Pierre Charles Williams                          | Deputy Gitelman D'Mile | 3:04         |
| 8.                  | «I'm the One»                                              | Monét Emile Suby                                                                                | D'Mile Suby            | 3:29         |
| 9.                  | «Stop (Askin' Me 4Shyt)»                                   | Monét James Fauntleroy Emile Ayal Suby                                                          | D'Mile Suby xSDTRK     | 2:51         |
| 10.                 | «Hollywood» (при участии Earth, Wind & Fire и Hazel Monét) | Monét Hazel Monét Gaines Emile Suby                                                             | D'Mile Suby            | 3:37         |
| 11.                 | «Good Bye»                                                 | Monét Emile                                                                                     | D'Mile                 | 4:10         |
| Общая длительность: | Общая длительность:                                        | Общая длительность:                                                                             | Общая длительность:    | 35:31        |

## Чарты
| Чарт (2023)                              | Высшая позиция |
| ---------------------------------------- | -------------- |
| Великобритания (UK Digital Albums Chart) | 57             |
| США (Billboard 200)                      | 60             |
| США (Billboard Top R&B/Hip-Hop Albums)   | 22             |